# Olhaïby
Pour les articles homonymes, voir Olhaïby.
Olhaïby est une ancienne commune française du département des Pyrénées-Atlantiques. Entre 1790 et 1794, la commune d'Ithorots absorbe Olhaïby pour former la nouvelle commune d'Ithorots-Olhaïby. Le 1er août 1973 (par arrêté préfectoral du 20 juillet 1973), la commune d'Aroue absorbe Ithorots-Olhaïby pour former la nouvelle commune d'Aroue-Ithorots-Olhaïby.

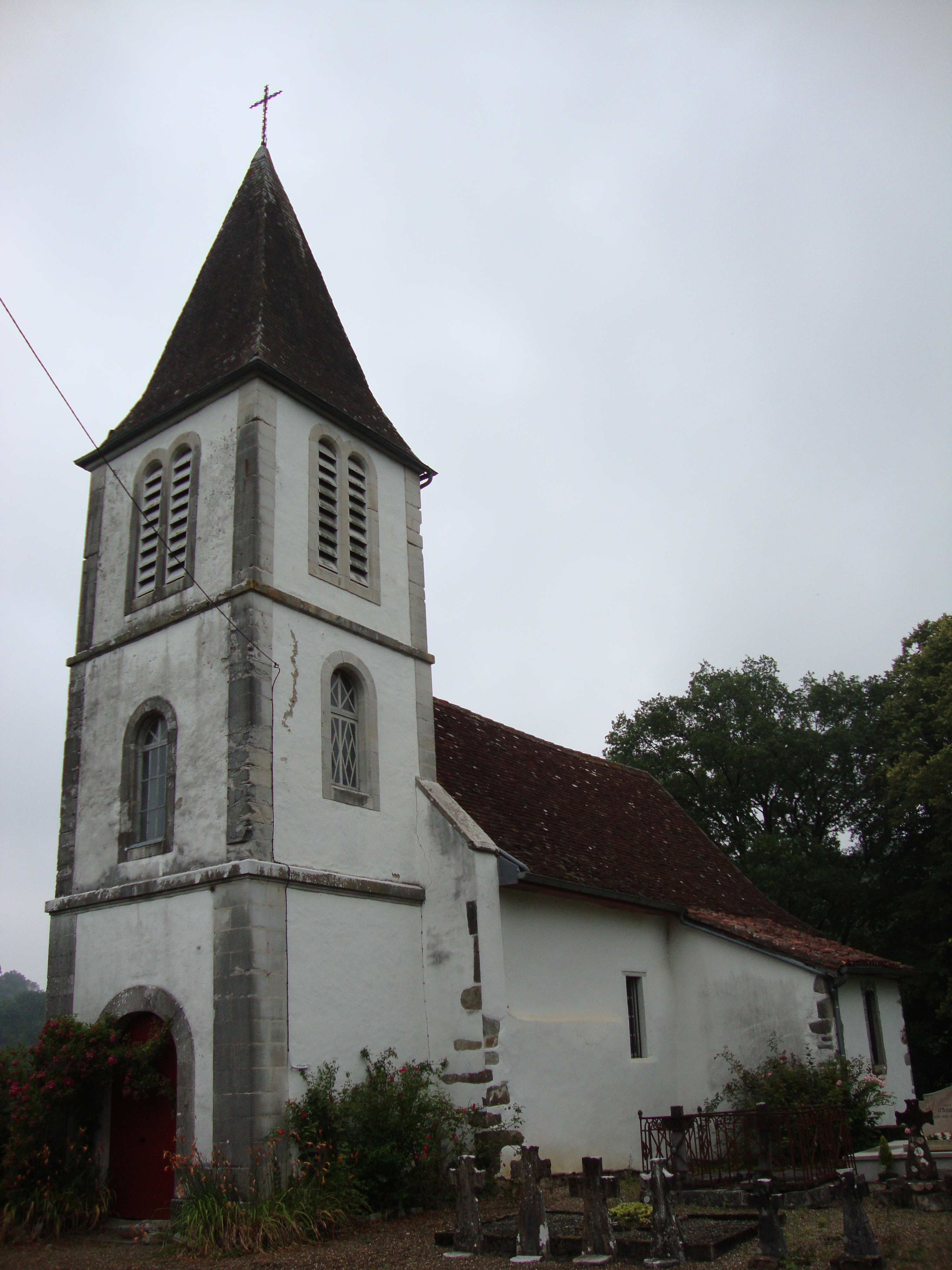
L'église d'Olhaïby

## Géographie
Olhaïby fait partie de la province basque de Soule.

## Toponymie
Son nom basque est Olhaibi. Jean-Baptiste Orpustan indique qu'Olhaibi pourrait signifier « le gué des cabanes ».
Le toponyme Olhaïbi apparaît sous les formes 
Olhaivie (1308), 
Olhabie (1375, contrats de Luntz), 
Olfabie (1376, montre militaire de Béarn), 
Olhaibie et Olhabia (respectivement 1385 et 1407, collection Duchesne volume CXIV), 
Olhayvi (1496, contrats d'Ohix), 
Olharby (1563, aveux de Languedoc), 
Olhayby et Olhaybié (1690) et 
Olhaiby (1793 ou an II).

## Histoire
Le fief d'Olhaïby était vassal de la vicomté de Soule, et son titulaire était l'un des dix potestats de Soule.

## Culture et patrimoine

### Patrimoine religieux
L'église recèle du mobilier du XVIIIe siècle, inventorié par le ministère de la Culture (retables, chandeliers, statues, tableaux, croix).

## Pour approfondir